# Abdellah Blinda
Abdellah Ajri, meglio noto come Abdellah Blinda (in arabo عبد الله بليندة‎?; 25 settembre 1951 – Rabat, 17 marzo 2010), è stato un allenatore di calcio, calciatore e pallamanista marocchino.
È morto il 17 marzo 2010 a 59 anni nell'ospedale militare di Rabat a causa di una crisi cardiaca.

## Carriera
Dopo aver iniziato a giocare come pallamanista, in seguito diventò calciatore, militando principalmente nel FUS Rabat, con cui vinse la Coupe du Trône 1972-1973, segnando 2 gol nella finale vinta per 3-0 contro l'Ittihad Khemisset.
Terminata la carriera da calciatore, passò ad allenare diverse squadre di club, tra cui il Raja Casablanca e il FUS Rabat in Marocco e il Baniyas negli Emirati Arabi Uniti.
Nel 1993 venne nominato commissario tecnico della Nazionale di calcio del Marocco in sostituzione di Abdeljalek Luzani. Grazie alla decisiva vittoria riportata contro lo Zambia per 1-0 nelle qualificazioni al campionato mondiale di calcio 1994, consentì la partecipazione della Nazionale marocchina ai Mondiali statunitensi di quell'anno. La sua esperienza come CT del Marocco terminò dopo l'eliminazione della squadra nella fase a gironi nel torneo, ricevendo diverse critiche al rientro in patria.
Dal 2008 collaborava per la Federazione marocchina nelle categorie calcistiche inferiori del paese nordafricano.